# 天津ジャーディン・マセソン商会ビル

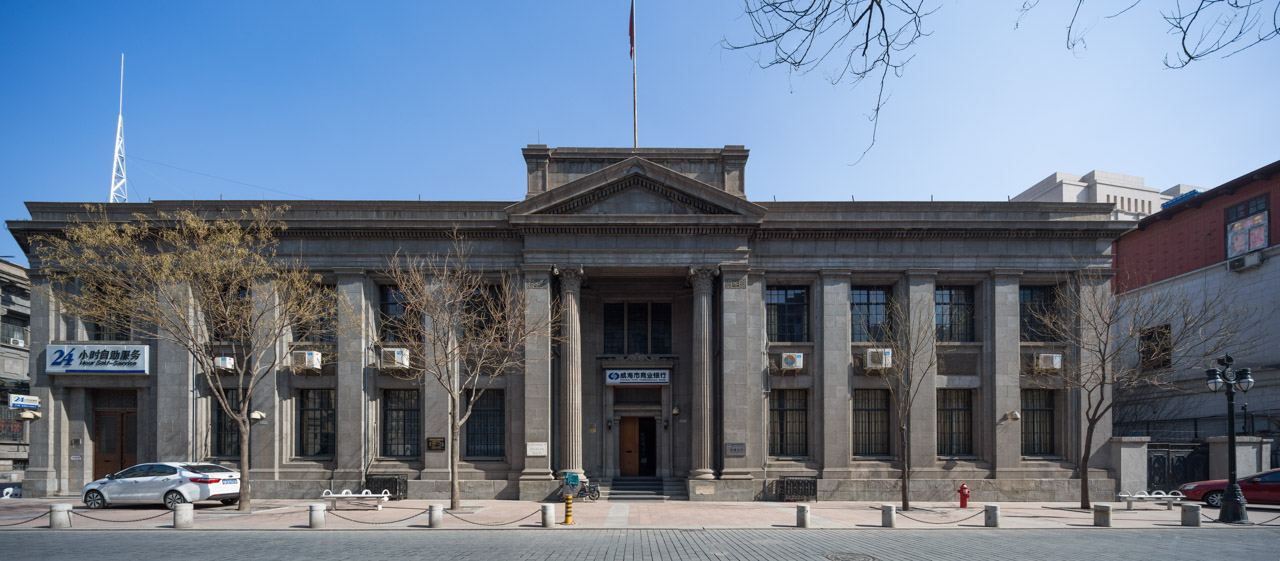
今も銀行などが入居している天津ジャーディン・マセソン商会ビル

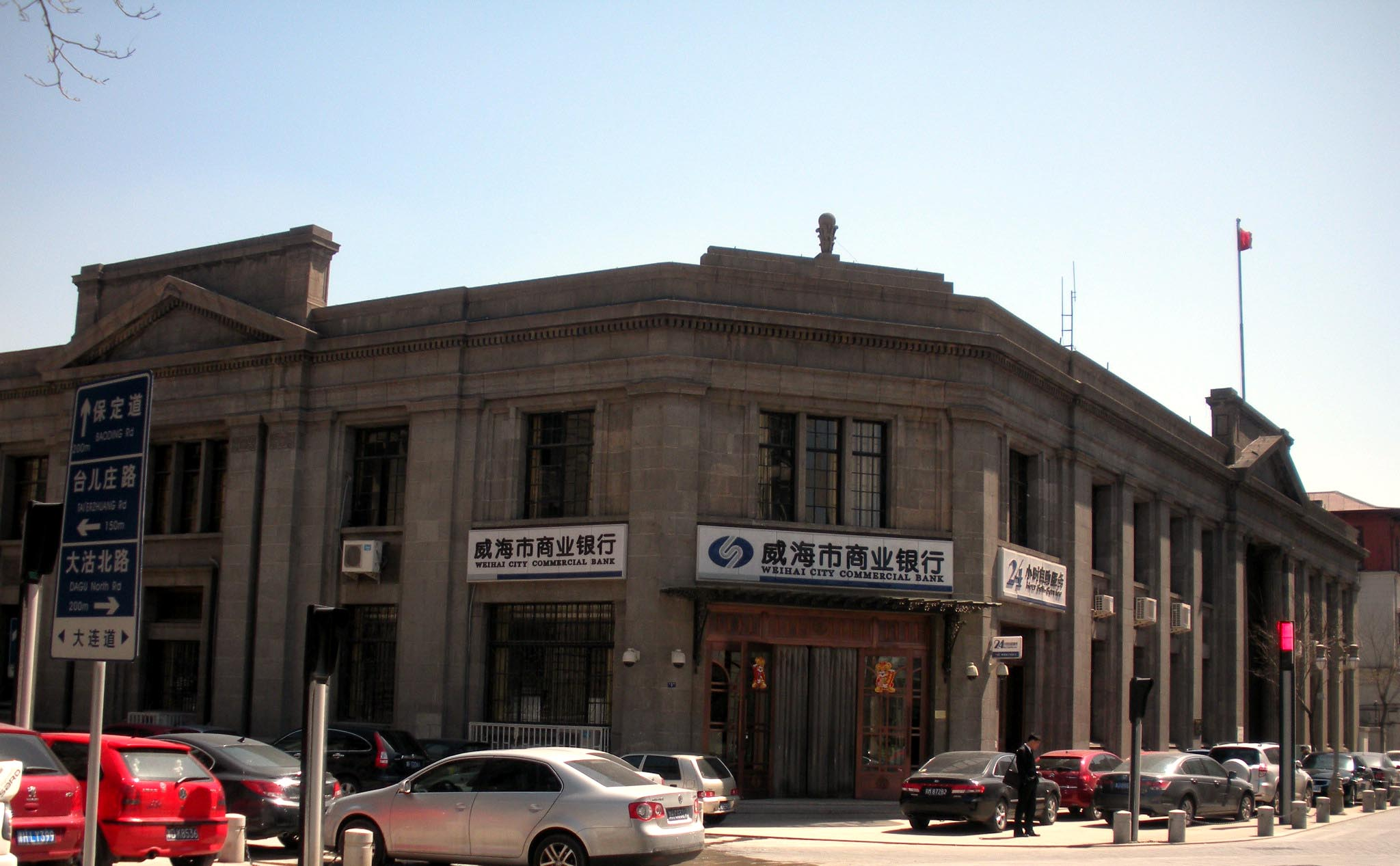
今も銀行などが入居している天津ジャーディン・マセソン商会ビル

天津ジャーディン・マセソン商会ビル(中国語:天津怡和洋行大楼)は、中国天津市和平区にある歴史的な建築物。かつてはジャーディン・マセソン商会天津支店の社屋だった。1997年より「天津市文物保護建築物」に指定されている。

## 歴史
ジャーディン・マセソン商会は1832年に中国の広州（沙面島）で創業。1841年に香港に本社を移転。1843年に上海支店を開設し、翌年にジャーディン・マセソン商会ビルを建設した。
1867年から天津事務所を開設し、華北でも海運業を展開する。この頃、唐廷枢（後に李鴻章の下で洋務運動を推進）が買弁責任者として金銭の管理、物資の購入、海運の開設などを行っていた。
以降、事業規模が拡大し、1881年に天津支店に格上げ。1921年に社屋の「天津ジャーディン・マセソン商会ビル」をイギリス租界地の維多利亜道（現在の解放北路157号）に建設した。

## 建築
2階建ての伝統的な洋風建築。入口の左右両方にコリント式の巨柱がある。造りはシンプルだが、室内は豪華な雰囲気に造られた。

## その後
1936年7月1日に徳華銀行天津支店が入居した。現在では、威海市商業銀行などが入居している。